# Яблука Єви (роман)
«Яблука Єви» — роман української письменниці, журналістки Христини Коціри. Вийшов друком у 2022 році у видавництві «Книжковий клуб „Клуб Сімейного Дозвілля“».

## Сюжет
Історія Єви, жінки із Лемківщини. 1946 рік. Єву з сім'єю депортовують з рідної Лемківщини. Вона втрачає не лише дім і найрідніших людей, але й саму себе. Спокій знаходить майже через 70 років, коли її онука, ховаючись від обстрілів у підвалі будинку в Пісках, зауважує в місцевої жительки точнісінько таке ж дерев'яне яблуко, яке Єва привезла з Лемківщини і зберігала впродовж всього життя на чужині.
Події твору частково відбуваються на Гусятинщині та у Тернополі.

## Присвята
…Ванді Горчинській, Олексію Цимбалюку, Максиму Громову та усім, хто боровся і бореться за Україну…
А також моїй прабабці Лікерці, котра годинами розповідала про життя на Галичині під час зміни режимів.
І прабабці Єві та всім українцям, котрі через політику чи війну втратили дім.

## Персонажі

### Головні персонажі
- Єва Макариха

### Другорядні персонажі
- Міхал — чоловік Єви.
- Іра Колодяжна — онука Єви, дочка Петра.
- Ванда — зв'язкова ОУН, прототип «Домовина»
- Лікера — сваха Єви,
- Улас — чоловік Ванди,
- Славік (Святослав) — хлопчик із Пісків, хворий на ДЦП, юний художник,
- Єва — мати Славка. Колиїй Єва (головна героїня) врятувала життя,
- Никифор — дурник, сусід Єви, який гарно малює. Прототип Никифор Дрівнюк,
- Петрусь, Стах — сини Єви,
- Оксана — невістка Єви,
- Галя — племінниця Єви,
- Олексій, Макс — воїн, про якого Іра пише статтю.

## Нагороди
Роман отримав кілька літературних премій:
- друге місце у літературному конкурсі «Коронація слова — 2021» у номінації «Романи»[3],
- переможець літературної премії «Книга року ВВС-2022».